# باسل طه
باسل طه (3 مايو 1985 -) ممثل سوري. ولد في مدينة دمشق، سوريا

## حياته
تخرج من المعهد العالي للفنون المسرحية بدمشق عام 2011 . شارك في فيلم (نامو سينما) للمخرج محمد ملص عام 2012، له عدد من الأعمال في المسرح والتلفزيون منها (وجلَّ وَجلْ) و (إضحك أنت عربي) الذي لاقا نجاحاً كبيراً وهو من تأليفه وإخراجه وشارك به في مهرجان الخرافي للإبداع المسرحي في الكويت لصالح المعهد العالي للفنون المسرحية بالكويت.

## أعماله
- في حضرة الغياب -2011
- ملح الحياة 2011
- بقعة ضوء ج7 -2010

## جوائز
- حصل العرض الذي قدمه في مهرجان المغرب المسرحي للشباب بمكناس على جائزة أفضل عرض متكامل (رقصة للموت) عام 2006.[1]